# Вільгельм Шміттер
Вільгельм Шміттер (нім. Wilhelm Schmitter; 18 грудня 1913 — 8 листопада 1943) — німецький льотчик-ас бомбардувальної авіації, майор люфтваффе (1944, посмертно). Кавалер Лицарського хреста Залізного хреста з дубовим листям.

## Біографія
Служив у ВМФ. В 1936 році переведений в люфтваффе і направлений в бомбардувальну авіацію стрільцем-бортмеханіком. Потім пройшов льотну підготовку і під час Польської кампанії літав як розвідник. В 1941 році зарахований в 2-у групу 2-ї бомбардувальної ескадри. Учасник битви за Британію. В 1943 році командував 15-ю ескадрильєю своєї ескадри. Зник безвісти, не повернувшись із бойового вильоту в район Лондона.

## Нагороди
- Нагрудний знак пілота
- Залізний хрест 2-го і 1-го класу
- Почесний Кубок Люфтваффе (5 січня 1942)
- Німецький хрест в золоті (18 травня 1942)
- Лицарський хрест Залізного хреста з дубовим листям
  - лицарський хрест (19 вересня 1942)
  - дубове листя (№ 432; 24 березня 1944, посмертно)
- Авіаційна планка бомбардувальника в золоті